# Wieruszów
Wieruszów este un oraș în Polonia.